# Суссала
Суссала (*гінді सुस्सल д/н — 1128) — самраат Кашмірської держави в 1112—1120 і 1121—1128 роках.

## Життєпис
Походив від молодшого сина Раджкумара Удая, раджи Лохара. 1089 року, коли Лохар було приєднано до Кашмірської держави, отримав посаду у війську самраата Харши. 1099 року через острах за життя пазом з братом Уккалою залишив Срінагар.
У 1100—1101 роках брав участь у повстанні проти Харши. Після сходження брата Уккали на трон отримав у володіння Лохар. В грудні 1111 року після загибелі внаслідок змови сановників самраата Уккали вирішив втрутитися в боротьбу за владу. В цей час трон посів зведений брат Салхана, але фактичним правителем став знатний дамар Гаргачандра.
Через 4 місяці повалив Салхану, але мусив визнати вплив Гаргачандри, оженившись на його доньці. До 1120 року діяв спільно з тестем, але з рештою вирішив позбавитися його опіки. Тоді ж проти магараджи виступили впливові дамари (феодали), які повалили Суссалу, поставивши на трон Бхікшакару (онука Харши).
Через 6 місяців — у 1121 році Суссала переміг бунтівних дамарів, повалив Бхікшакару, відновившись у владі. При цьому згоріла значна частина Срінагару. Наказав ув'язнити членів власної сім'ї, яких підозрював у змові. 
Разом з тим приборкати дамарів повністю не зміг. Його владу послаблювали постійні сварки дамарів, що допомогли самраата повернутися на трон. 1123 року передав владу синові Джаясімхі, але потім повернувся у владу. 1128 року  Суссалу було повалено внаслідок заколоту дамарів, що допомогли Джаясімсі стати повновладним володарем.